# Polypose adénomateuse familiale
Pour les articles homonymes, voir Polypose.
 (janvier 2017).
 Mise en garde médicale
La polypose adénomateuse familiale (PAF) ou polypose rectocolique familiale est une maladie héréditaire à transmission autosomique dominante, prédisposant au cancer du côlon. Des centaines voire des milliers de polypes coliques apparaissent vers l'âge de 16 ans en moyenne (fourchette de valeurs 7-36 ans) qui en l'absence de colectomie (ablation du côlon) dégénèrent systématiquement en cancer qui apparaît vers l'âge de 39 ans (fourchette de valeurs 34-43 ans). Les atteintes extra-intestinales comprennent des polypes de l'estomac, des ostéomes, des anomalies des dents, une hypertrophie de l'épithélium de la rétine, des sarcomes, et d'autres cancers.
Les formes atténuées de la polypose adénomateuse familiale se manifestent par une augmentation significative du risque de cancer du côlon mais avec beaucoup moins de polype (en moyenne 30) et localisés dans le côlon proximal. Le risque de dégénérescence est plus tardive. La prise en charge de cette pathologie est différente.
Seul le traitement radical (colo-proctectomie) est envisageable.

## Autres noms
- Polypose adénomateuse autosomique dominante, forme familiale
- Polypose intestinale familiale
- Polypose rectocolique familiale

## Pathologies intestinales par mutation du gène APC (Lésions associées)
Les pathologies intestinales par mutation du gène APC comprennent les pathologies suivantes dont les distinctions sont floues : la polypose adénomateuse familiale, les formes atténuées de la polypose rectocolique familiale, le syndrome de Gardner et le syndrome de Turcot :
- syndrome de Gardner : tumeurs d'autres tissus : ostéome, fibrome, lipome, tumeur de la thyroïde ou des surrénales ;
- syndrome de Turcot : tumeur du système nerveux central : astrocytome, glioblastome, médulloblastome.

## Diagnostic et traitement
Diagnostic : plus de 100 polypes colorectaux à la coloscopie (ou histoire familiale de plus de 10 pour la forme atténuée) et de nombreux polypes s'étendant sur tout le tube digestif abdominal (estomac, duodénum, intestin grêle…).

## Génétique
La PAF est une maladie génétique liée à des mutations notamment sur le gène APC, qui est un des gènes driver du cancer du colon. D'autres gènes sont souvent impliqués dans le développement d'un cancer colorectal, comme les gènes K-RAS, Smad4 et p53.
La mutation de ces gènes entraîne des anomalies histologiques de la paroi colique, se traduisant par des lésions pouvant évoluer vers la néoplasie.